# Albert Anastasia
Albert Anastasia (født Umberto Anastasio den 26. september 1902 i Tropea, Italien, død 25. oktober 1957 i New York City) var et medlem af den amerikanske mafia. Som en af grundlæggerne af den amerikanske mafia var Anastasia gennem det meste af 1930'erne leder af mafiaens "udøvende gren", kaldet Murder, Inc. Han var leder af en mafiafamilie og blev likvideret i 1957 som led i interne mafiaopgør.

## Opvækst
Albert Anastasia blev født som Umberto Anastasio den 26. september 1902 i Tropea i Calabrien i Syditalien. Faderen arbejdede ved jernbanerne. Ved faderens død i 1920 bestod familien af forældrene og ni sønner og tre døtre. I 1919 tog Umberto med tre brødre hyre på et fragtskib til USA. Ved ankomsten til New York afmønstrede de og tog herefter illegalt ophold i USA. Brødrene fik arbejdede i havnen i Brooklyn. Efter ankomsten til USA ændrede Umberto navn til det mere amerikansk klingende Albert Anastasia.
I marts 1921 blev Anastasia tiltalt for drabet på en anden havnearbejder, George Turino, som Anastasia slog ihjel under et skænderi. Anastasia blev kendt skyldig i drab og modtog en dødsdom og blev sendt til Sing Sing State Prison i Ossining lidt nord for New York City for at blive henrettet. På grund af en juridisk teknikalitet lykkedes det imidlertid Anastasia at få sagen til at gå om. Da de fire oprindelige vidner i sagen alle i mellemtiden var forsvundet, blev han frifundet under retssag nr. 2 og herefter løsladt i 1922.
Den 6. juni 1923 blev Anastasia kendt skyldig i at besidde et skydevåben og fik to års fængsel. Bortset fra en dom for skattesvig, var det den eneste fængselsdom Anastasia modtog.

## Opstigen i mafiaen
I slutningen af 1920'erne var Anastasia blevet leder af fagforeningen International Longshoremen's Association (ILA), og kontrollerede seks lokalafdelinger i Brooklyn. Anastasia allierede sig i denne tid med bandelederen Giuseppe "Joe the Boss" Masseria og arbejdede tæt sammen med de kommende mafia-bosser Joe Adonis, Charles "Lucky" Luciano, Vito Genovese og Frank Costello.
Luciano planlagde i 1930 at ødelægge de to eksisterende mafia-fraktioner, der blev ledet af "Joe the Boss" Masseria og Salvatore Maranzano. Luciano inddrog Anastasia og gangsteren Benjamin "Bugsy" Siegel i planerne. Anastasia forsikrede Luciano, at han ville slå hvem som helst ihjel for ham, vel vidende, at Anastasia ville blive belønnet, hvis Luciano fik kontrol med National Crime Syndicate.
Under den efterfølgende interne mafiakonflikt, kendt som Castellammarese-krigen medvirkede Anastasia angiveligt i mordet på "Joe the Boss" Masseria den 15. april 1931. Luciano havde inviteret Masseria til et møde på en restaurant på Coney Island i Brooklyn. Under måltidet gik Luciano på toilettet. Da Luciano forlod lokalet kom Anastasia, Vito Genovese, Joe Adonis og Bugsy Siegel ind i restauranten og skød Masseria. Maranzano var herefter vinderen af mafiakrigen. Ingen blev tiltalt for drabet på Masseria.
Da Maranzano herefter omorganiserede New Yorks mafia, således at magten blev fordelt på de fem familier, blev Anastasia "underboss" i Vincent Mangano-"familien", der senere blev til Gambino-familien.
Maranzano blev kort herefter myrdet i september 1931, og Luciano blev herefter den førende mafia-chef i USA. For at undgå magtkampe og uenighed om territorier som under Castellammarese-krigen, grundlagde Luciano National Crime Syndicate, der bestod af de vigtigste overhoveder i USA's forbryderfamilier og de fem familier fra New York. Syndikatet skulle løse konflikter, fordele territorier og regulere lukrative kriminelle aktiviteter som afpresning, beskyttelsespenge, ulovligt spil, prostitution m.v.
I perioden 1928-33 blev Anastasia tiltalt for tre forskellige drab, men på intet tidspunkt var vidner villige til at træde frem, og tiltalerne blev frafaldet førend sagerne kom for retten.

## Murder, Inc.
Som belønning for Anastasias loyalitet overdrog Luciano ledelsen af mafiaens "udøvende" gren Murder, Inc. til Anastasia og Louis "Lepke" Buchalter. Buchalter havde som Anastasia specialiseret sig i at udnytte fagforeningerne til afpresning. Murder, Inc. stillede lejemordere til rådighed for mafiaen. I de ti år organisationen eksisterede, udførte den mellem 400 og 1.000 drab, hvor af de fleste forblev uopklarede. I tiden som leder af Murder Inc. fik Anastasia tilnavnet "Mad Hatter" og "Lord High Executioner". I modsætning til Lepke og mange andre medlemmer af Murder, Inc., blev Anastasia aldrig retsforfulgt for de mange drab.
Murder Inc. var aktiv i ca. 10 år, indtil gangsteren Abe "Kid Twist" Reles blev arresteret. For at undgå dødsstraf valgte Reles at bryde tavsheden og afgive vidneudsagn om organisationen. Reles' vidneudsagn muliggjorde, at myndighederne kunne trevle organisationen op. Reles afgav en række belastende vidneudsagn om flere af Murder, Inc.'s aktiviteter, hvilket sendte flere af organisationens medlemmer i den elektriske stol. Reles forklarede til politiet om Anastasias involvering i flere mord, og Anastasia tilbød $100.000 til den, der slog Reles ihjel. Forinden der blev rejst tiltale mod Anastasia, døde Reles i november 1941 under mystiske omstændigheder, da han faldt ud af et vindue, mens han var under politibevogtning. Reles blev i mafia-kredse siden omtalt som "kanariefuglen, der kunne synge, men ikke flyve".

## Militærtjeneste og tiden efter 2. verdenskrig

### I hæren
I forbindelse med optrævlingen af Murder, Inc. og politiets øgede focus på organiseret kriminalitet valgte Anastasia i 1942 at gå ind i hæren. Han fik rang som teknisk sergent og trænede i militærets træningslejr i Fort Indiantown Gap i Pennsylvania soldater i arbejdet som havnearbejdere . Han modtog i 1943 udmærkelse for sit arbejde i militæret og blev som følge heraf tildelt et amerikansk statsborgerskab. I 1944 blev Anastasia udskrevet af hæren med "udmærkelse" (honorably discharge). Han flyttede herefter med familien til et palævilla i Fort Lee i New Jersey. Han købte i 1948 en trikotagefabrik i Pennsylvania og overlod sine forretninger på havnen til broderen Anthony.

### Mafiaboss
Anastasia havde sin egen organisation, men var formelt set næstkommanderende "underboss" i Mangano-familien under Vincent Mangano. Mangano havde i de 20 år Anastasia havde været en del af familien været bitter over Anastasias tætte bånd til Lucky Luciano og Frank "The Prime Minister" Costello. Det irriterede særligt Mangano, at Anastasia arbejdede for Luciano og Costello uden forinden at bede om Manganos tilladelse. Dette førte til flere og ophidsede diskussioner mellem de to gangstere. Den 19. april 1951 fandt man liget af Vincents bror og consigliere, Philip Mangano, i et vådområde i Brooklyn, dræbt at tre skud. Samme dag forsvandt Vincent Mangano sporløst. Liget blev aldrig fundet. Ingen blev nogensinde anholdt eller tiltalt for drabene på Mangano-brødrene, men det er generelt antaget, at Anastasia gav ordren til likvideringerne.
Efter Mangano-brødrenes død blev Anastasia, der i deres fravær var fungerende chef for Mangano-familien, indkaldt til møde i The Commission (et organ under National Crime Syndicate). Anastasia hævdede, at Mangano-brødrene ville slå ham ihjel, men afviste selv at have slået brødrene ihjel. Frank Costello overtalte The Commission til at acceptere Anastasias overtagelse af Mangano-familien, der herefter tilhørte Anastasia. Costello ønskede at have Anastasia som allieret i kampen mod den magtfulde Vito Genovese.
Anastasia blev i 1951 indkaldt af Senatet til at afgive forklaring under en høring om mafiaens aktiviteter, men nægtede at afgive forklaring.

### Konspiration
Vito Genovese ønskede at overtage Luciano-familien, men for at gøre det, måtte han likvidere Frank Costello, hvilket igen betød, at han måtte eliminere Anastasia. For at kun realisere planen, måtte Genovese have allierede blandt de øvrige familier.
Vito Genovese iværksatte en kampagne for at underminere Anastasias indflydelse. Han fik fremstillet Anastasia som en uligevægtig morder, der bragte politiets søgelys på organiseret kriminalitet, og som værende ustabil på grund af sin spillelidenskab. Over de næste år vandt Genovese hemmelig opbakning fra Anastasias næstkommanderende Carlo Gambino, som han tilbød at kunne overtage Anastasias familie som belønning for et samarbejde. Genovese opnåede også Meyer Lanskys samtykke til planerne. Lansky havde været en af Lucianos allierede siden slutningen af 1920'erne. Lansky kontrollerede i 1950'erne casinoerne på Cuba og havde meddelt de øvrige familier, at det var nødvendigt at skære ned på familiernes andel af omsætningen. Da Anastasia forlangte en højere andel, nægtede Lansky, hvorefter Anastasia etablerede sit eget casino-afpresningsprogram på Cuba. Lansky havde hidtil holdt sig udenfor konflikten mellem Anastasia og Genovese, men støttede herefter Genovese.
Anastasias ry blandt de øvrige familier blev også blakket, da han i marts 1952 angiveligt beordrede en ung new yorker, Arnold Schuster, likvideret. Schuster, der intet havde med mafiaen at gøre, havde identificeret en bankrøver, og da Anastasia så Schuster interviewet på fjernsynet, beordrede han ham likvideret. Schuster blev kort efter skudt ned på gaden i Brooklyn. Drabet brød med den grundlæggende regel om ikke at likvidere "civile" og skabte yderligere mistro til Anastasia blandt de øvrige mafiabosser.
I 1955 blev Anastasia dømt for skattesvig og blev idømt et års fængsel. I begyndelsen af 1957 gav Genovese ordre til at likvidere Costello. Den 2. maj 1957 blev Costello skudt ned foran sit lejlighed. Costello overlevede attentatet, men overgav herefter magten over sin familie til Genovese og trak sig ud af National Crime Syndicate. Anastasia blev på et hasteindkaldt møde overtalt til ikke at gengælde angrebet.

## Likvidering
Om morgenen den 25. oktober 1957 gik Anastasia ind på barbersalonen på Park Sheraton Hotel på hjørnet af 7th Avenue og 56th Street på Midtown Manhattan. Anastasias chauffør havde parkeret bilen i en nærliggende garage og var gået ud for at strække benene. Mens Anastasia sad i barberstolen kom to bevæbnede mænd ind og affyrede adskillige skud mod Anastasia, der blev dræbt ved attentatet.
Mordet fik stor mediebevågenhed og en større efterforskning blev sat i værk af politiet. ingen blev dog tiltalt for drabet. Der har gennem tiden været flere spekulationer om, hvem der stod bag. Mange teorier peger på gangsteren "Crazy Joe" Gallo fra Profaci-familien og medlemmer af Patriarca-familien. Andre peger på medlemmer af Gambino-familien. New Yorks politi konkluderede oprindeligt, at drabet blev udført på ordre af Genovese og Gambino og blev udført af Joe Gallo. På et tidspunkt havde "Crazy Joe" pralet med, at han "havde været med i barbershop-kvintetten". Mange andre navne er dog blev nævnt som potentielle mordere, herunder at mordet skulle være sket under ledelse af "Joe the Blonde" Biondo.
Stolen, som Anastasia sad i, blev siden solgt på en auktion for $7,000 og er i dag udstillet på mafia-museet i Las Vegas i Nevada.

## Efterspil
Vito Gevonese lod efterfølgende Carlo Gambino overtage Anastasias familie, der herefter blev til Gambino-familien, og Gevonese var herefter den mest indflydelsesrige blandt de fem familier. Genovese blev dog hurtigt sat ud af spillet af Lansky, Luciano, Costello og Gambino, der sørgede for, at Genovese blev taget af politiet i forbindelse med en narkohandel, hvorefter Genovese blev idømt 15 års fængsel. Gambino-familien - Ansastasias gamle familie - blev herefter den ledende mafiafamilie i mange år.
Anastasia blev begravet privat, da den katolske kirke nægtede at give ham en kirkelig begravelse.

## Eksterne links
- Omtale på Find A Grave
- FBI's arkiver om Albert anastasia